# Feriados na Alemanha
Lista dos feriados na Alemanha:
| Feriado                      | Data                                     | BW | BY | BE | BB | HB | HH | HE | MV | NI | NW | RP | SL | SN | ST | SH | TH |
| ---------------------------- | ---------------------------------------- | -- | -- | -- | -- | -- | -- | -- | -- | -- | -- | -- | -- | -- | -- | -- | -- |
| Ano Novo                     | 1 de Janeiro                             | •  | •  | •  | •  | •  | •  | •  | •  | •  | •  | •  | •  | •  | •  | •  | •  |
| Três Reis Magos              | 6 de Janeiro                             | •  | •  |    |    |    |    |    |    |    |    |    |    |    | •  |    |    |
| Quinta-feira Santa           | Domingo de Páscoa − 3 Dias               |    |    |    |    |    |    |    |    |    |    |    |    |    |    |    |    |
| Sexta-feira Santa            | Domingo de Páscoa − 2 Dias               | •  | •  | •  | •  | •  | •  | •  | •  | •  | •  | •  | •  | •  | •  | •  | •  |
| Domingo de Páscoa            | Domingo de Páscoa                        | •  | •  | •  | •  | •  | •  | •  | •  | •  | •  | •  | •  | •  | •  | •  | •  |
| Segunda-feira de Páscoa      | Domingo de Páscoa + 1 Dia                | •  | •  | •  | •  | •  | •  | •  | •  | •  | •  | •  | •  | •  | •  | •  | •  |
| Dia do Trabalhador           | 1º de maio                               | •  | •  | •  | •  | •  | •  | •  | •  | •  | •  | •  | •  | •  | •  | •  | •  |
| Ascensão de Jesus            | Domingo de Páscoa + 39 Dias              | •  | •  | •  | •  | •  | •  | •  | •  | •  | •  | •  | •  | •  | •  | •  | •  |
| Domingo de Pentecostes       | Domingo de Páscoa + 49 Dias              | •  | •  | •  | •  | •  | •  | •  | •  | •  | •  | •  | •  | •  | •  | •  | •  |
| Segunda-feira de Pentecostes | Domingo de Páscoa + 50 Dias              | •  | •  | •  | •  | •  | •  | •  | •  | •  | •  | •  | •  | •  | •  | •  | •  |
| Corpus Christi               | Domingo de Páscoa + 60 Dias              | •  | •  |    |    |    |    | •  |    |    | •  | •  | •  | 1) |    |    | 2) |
| Augsburger Friedensfest      | 8 de Agosto                              |    | 3) |    |    |    |    |    |    |    |    |    |    |    |    |    |    |
| Assunção de Maria            | 15 de Agosto                             |    | 5) |    |    |    |    |    |    |    |    |    | •  |    |    |    |    |
| Dia da Unidade Alemã         | 3 de Outubro                             | •  | •  | •  | •  | •  | •  | •  | •  | •  | •  | •  | •  | •  | •  | •  | •  |
| Dia da Reforma               | 31 de Outubro                            |    |    |    | •  |    |    |    | •  |    |    |    |    | •  | •  | •  | •  |
| Dia de Todos os Santos       | 1 de Novembro                            | •  | •  |    |    |    |    |    |    |    | •  | •  | •  |    |    |    |    |
| Dia de Penitência e Rezar 4) | Quarta-feira antes do dia 23 de Novembro |    | 6) |    |    |    |    |    |    |    |    |    |    | •  |    |    |    |
| Véspera de Natal 7)          | 24 de Dezembro                           | •  | •  | •  | •  | •  | •  | •  | •  | •  | •  | •  | •  | •  | •  | •  | •  |
| 1° Dia de Natal              | 25 de Dezembro                           | •  | •  | •  | •  | •  | •  | •  | •  | •  | •  | •  | •  | •  | •  | •  | •  |
| 2° Dia de Natal              | 26 de Dezembro                           | •  | •  | •  | •  | •  | •  | •  | •  | •  | •  | •  | •  | •  | •  | •  | •  |
| Véspera de Ano-Novo 7)       | 31 de Dezembro                           | •  | •  | •  | •  | •  | •  | •  | •  | •  | •  | •  | •  | •  | •  | •  | •  |
| Número total                 |                                          | 12 | 13 | 9  | 10 | 9  | 9  | 10 | 10 | 9  | 11 | 11 | 12 | 11 | 11 | 9  | 10 |

| •  | |
| -- | --- |
| 1) | Corpus Christi não é feriado por lei, só em certas comunidades. |
| 2) | Corpus Christi não é feriado por lei, só em certas comunidades. |
| 3) | O Augsburger Friedensfest só é feriado por lei na cidade de Augsburg (não nos arredores de Augsburg). Trata-se do único feriado no mundo inteiro que está limitado a uma só cidade e à mesma protegido por uma lei do Estado. |
| 4) | Feriado da Igreja Luterana. |
| 5) | Mariä Himmelfahrt é feriado em 1700 comunidades de Bayern com dominante população católica. Nas restantes 356 comunidades não é feriado.                                                                                      |
| 6) | Apesar de ser feriado aqui há aulas em todas as escolas. |
| 7) | Aulas suspensas e meio expediente. |